# Миколо-Угреський монастир
Миколо-Угреський монастир — чоловічий монастир у місті Дзержинський Московської області, заснований у 1380 році Великим князем Дмитром Івановичем на честь його перемоги на Куликовому полі. У радянські часи монастир запустів і лише у 1990 році до нього почали повертатись монахи.

## Історія
У 1380 році на шляху до Куликового поля військо Великого князя Дмитра Івановича Донського зупинилось тут на відпочинок. І саме тут князю явилась ікона Святителя і Чудотворця Миколая, яка укріпила його серце вірою та надією «сия вся угреша сердце его». Відтоді це місце називається Угреша. А вже повертаючись з Куликового поля, на місці явлення ікони князь відслужив молебень і наказав звести тут храм і чоловічий монастир в ім'я Святитетя Миколая. «И воздвигну ту обитель славну, и удовольствова ю к пропитанию всем потребным нескудно» — повідомляється в монастирській книзі. Також з монастирських синодиків відомі імена перших ігуменів — Сергія та Йоана.
Хоча монастир за свою історію знав різні часи — кілька разів горів, однак його відродженню сприяло те, що він лежав на шляху до двірцевого села Острів, яке часто відвідувала царська сім'я, по дорозі заїжджаючи в Угреській монастир. Разом з царями монастир відвідували і патріархи, а 11 липня 1668 року Угрешу разом з царем Олексієм Михайловичем відвідало зразу три патріархи: Олександрійський Паїсій, Антіохійський Макарій та Московський Йосаф.
У 1521 році монастир було спалено кримським ханом Махмет-Гіреєм. Але вже за кілька десятків років він відродився. У 1611 році воєводи Прокопій Ляпунов та Іван Заруцький тут збирали свої полки перед походом на Москву, яку зайняли поляки. У XVIII столітті через секуляризацію церковних земель і обмеження числа монахів Миколо-Угреський монастир пережив занепад зіставний з татарським набігом. У 1833 році в монастирі залишилось тільки 6 монахів і мова йшла про ліквідацію монастиря. Однак ігумен Іларій, колишній оптинський монах і пострижник Соловецького монастиря і його наступник преподобний Пімен довго працювали над відродженням обителі. З 1840-х років протягом півстоліття монастир безперервно відбудовувався. Перебудовувались старі та будувались нові церкви. Були збудовані готелі для прочан. Величавий Преображенський собор архітектора О. С. Камінського, збудований у 1880–1894 рр. став домінантою монастиря. Монастир неодноразово відвідував патріарх Тихон, востаннє у 1924 році.
Однак прихід до влади більшовиків став бідою для монастиря, який швидко запустів та був закритий
У 1921 році в монастирі поселяється дитяча колонія МОНО, яка отримала назву «Червоне дитяче містечко». У 1926 році останній діючий храм припинив своє існування. Тут було створено трудову комуну N2 — її історія стала основою фільму «Путівка в життя» (1931), у 1936 році їй присвоїли ім'я Дзержинського. На території монастиря починається будівництво підприємств.

Лише наприкінці 1990 року в монастир почали повертатись монахи — зараз у ньому живе 19 монахів та 14 послушників. У 1998 році при монастирі відкрито Духовне училище яке у 1999 році претворено в Миколо-Угреську семінарію. Монастир має статус ставропігії, його Священоархімандритом є Патріарх Російської православної церкви. Намісник монастиря — архімандрит Веніамін (Зарицький).

## Церкви, каплиці, дзвіниці

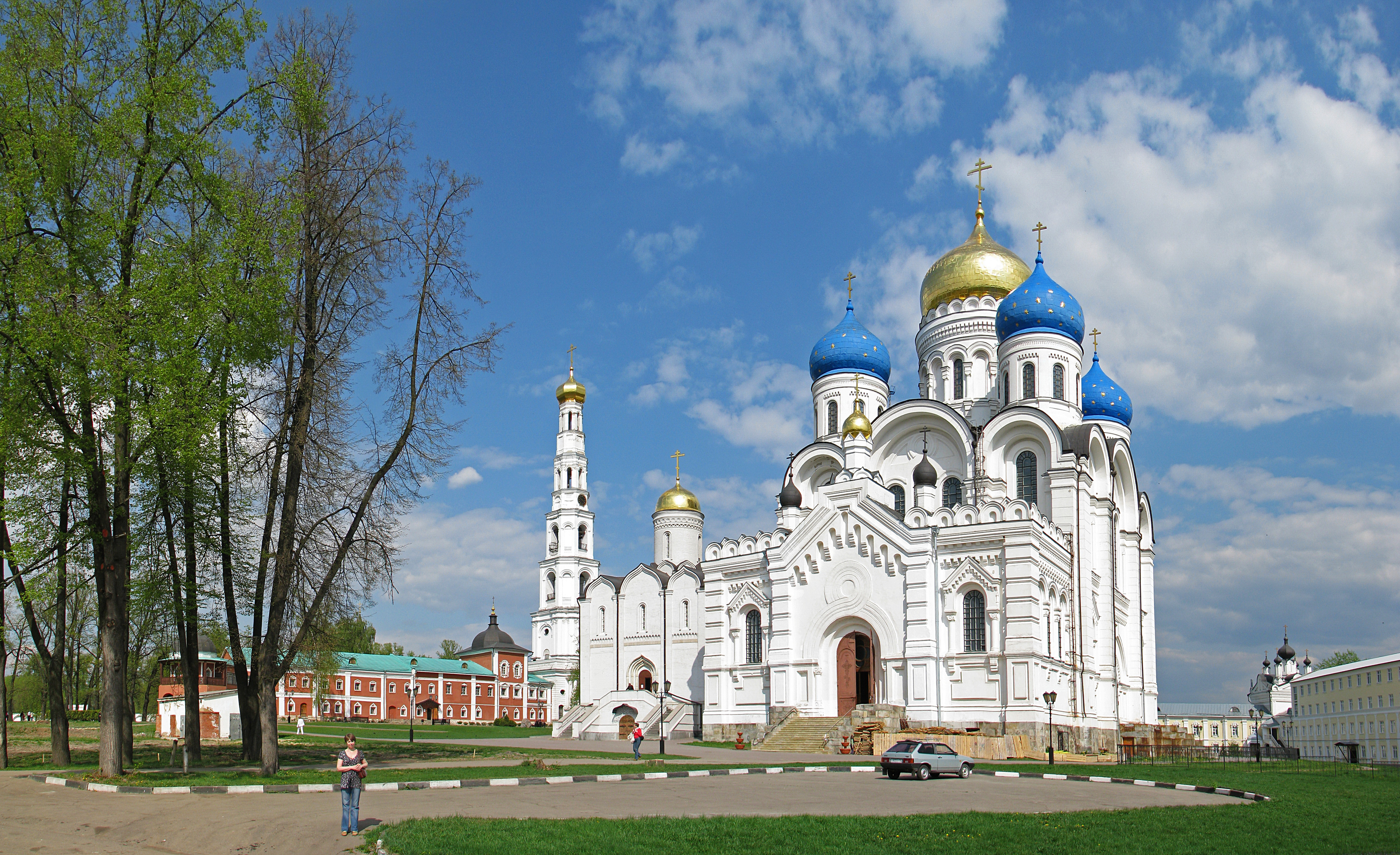
Дзвіниця Микольського собору. Спасо-Преображенський собор

Каплиця Святителя Миколая на місці явлення його Чесного Образу за проектом А. С. Камінського. До закриття монастиря у каплиці зберігався залишок сосни на якому явилась ікона. Після закриття монастиря все було понищено, будівля використовувалась під трансформаторну будку. До 1998 року каплиця була відновлена та освячена Святійщим Патріархом Московським та всія Русі Алексієм II.
Спасо-Преображенський собор є пам'яткою архітектури кінця XIX століття, він збудований з 1880 до 1894 рік за проектом А. С. Камінського (1829–1987). Завдяки своїм гармонійним пропорціям п'ятиглавий собор виглядає величаво і в той же час легко. Собор було зачинено 7 липня 1925 року. У ньому було зроблено міжповерхові перекриття, влаштовано грубі прямокутні вікна. У храмі розміщалась фабрика-кухня, їдальня, майстерні, навчальні аудиторії, спортзал.
До кінця 1990 року, коли монастир було повернуто церкві собор знаходився у плачевному стані, однак його вдалось відродити — 28 травня 2000 року храм було освячено Патріархом Московським Алексіем II.
Храм Успіння Пресвятої Богородиці був влаштований на другому поверсі Царських та Патріарших палат в XVII столітті і називався «церковью Успения, что у Государя на сенях». У XIX столітті прилеглий корпус було розширено. Форма покриття храму була змінена. При храмі було влаштовано каплицю преподобної Марії Єгипетської. Після закриття храму в 20-х роках XX століття в церкві розміщувались житлові приміщення та школа. 19 грудня 1990 року в каплиці Марії Єгипетської була здійснена перша Божественна літургія. 1 травня 1991 року Патріархом Московським Алексієм II було освячено храм в честь Успіння Божої Матері.
Дзвіниця храму Усікновення глави Йоана Предтечі була збудована у три яруси у XVIII столітті за проектом архітектора Івана Жеребцова. У 1840 році на другому ярусі була влаштована церква Усікновення глави Йоана Предтечі. У 1850 році вона була добудована до шести ярусів та досягла висот 93 метрів, ставши однією з найвищих православних споруд. На ній було 18 дзвонів, найбільший з них «Благовісник» мав 19,7 тонн. По його нижньому краю йшов напис: «Благовествуй земле радость велию». У роки Другої світової війни дзвіниця була сплюндрована, зруйновані два верхніх яруси.

## Святині
У монастирі зберігається кілька важливих для Церкви святинь. А саме:
- Ковчег з частинкою мощей Святителя і Чудотворця Миколая. Ікона Святителя Миколая (XIX–XX століття) з ризниці монастиря. Частинка мощей Святителя Миколая Чудотворця була перенесена в Угрешу 22 травня 2000 року з Греції з монастиря Йоана Предтечі на острові Пелопоннес, де з XI століття перебуває частина руки Святителя.
- Рака зі святими мощами преподобного Пимена Угреського. Ікона преподобного Пімена Угрещського.
- Ікона з частинкою мощей Івана Предтечі з ризниці монастиря яка зберігається в дзвіниці храму Усікновення глави Йоана Предтечі. Ікону у 1999 році передала в дар Миколо-Угреському монастирю ігуменя Макрина, настоятелька жіночого монастиря Дау в Греції де знаходиться частинка руки Святого.
- Ковчег з частинками мощей преподобних отців Києво-Печерських.
- Ковчег з частинкою мощей Святителя Ігнатія Брянчанінова — духовного письменника який у 1833 році деякий час був настоятелем Миколо-Угреського монастиря.
- Тихвінська ікона Пресвятої Богородиці.
- Хрест-мощевик VII століття.
- Ікона великомученика і цілителя Пантелеймона яка була написана в XIX–XX столітті.

## Преподобний Пімен
Преподобний Пімен (в миру Петро Дмитрович М'ясников) народився 10 серпня 1810 року у місті Вологді. У віці 17 років прийняв постриг під іменем Пімена в Миколо-Угреському монастирі. 16 жовтня 1853 року був призначений настоятелем, а 24 серпня 1858 року отримав сан архімандрита. Його зусиллями в монастИрі було збудовано п'ять церков та скит. Помер Пімен 17 серпня 1880 року. У 2000 році він був зачислений до лику святих.

## Миколо-Угреська духовна Семінарія
При Миколо-Угреському ставропігіальному чоловічому монастирі працює духовна семінарія. Спочатку у 1998 році було створено трьохрічне Духовне училище, а вже у наступному 1999–2000 навчальних роках воно було перетворено у семінарію з 5-річним навчанням. У 2000–2001 навчальному році навчання на 3-х курсах Семінарії закінчило 48 людей. Загалом у семінарії викладає 26 людей з них 3 професорів, один доцент та один доктор богослов'я, церковного права і церковної історії, 1 магістр богослов'я, 6 кандидатів богослов'я.